# Alan Ball
Alan E. Ball (13. svibnja 1957.) je američki filmski, kazališni i televizijski scenarist, redatelj i producent.

## Biografija

### Rani život
Ball je rođen u Atlanti, država Georgija. Roditelji su mu Frank i Mary Ball, inspektor zrakoplova i kućanica. Pohađao je srednju školu u Marietti te studirao na Sveučilištima u Georgiji i Floridi i diplomirao 1980. godine. Nakon koledža započeo je raditi kao pisac za kazalište General Nonsense u Sarasoti, država Florida.

### Filmska i televizijska karijera
Ball je napisao scenarije za dva dugometražna filma - Vrtlog života i Towelhead. Također je bio kreator, scenarist i producent HBO-ovih dramskih serija Dva metra pod zemljom i Okus krvi. Za svoj rad na televiziji i filmu Ball je osvojio mnogobrojna priznanja kritičara i razne nagrade uključujući Oscar, Emmy i Zlatni globus.
Godine 2010. Ball je započeo raditi na televizijskoj adaptaciji kriminalističkog romana The Mystic Arts of Erasing All Sings of Death autora Charlieja Hustona pod radnim nazivom All Signs of Death. Nakon nekoliko mjeseci pret-produkcije, u prosincu 2010. godine HBO je otkazao rad na istoimenoj adaptaciji.

### Osobni život
Ball je homoseksualac i često se smatra "jakim glasom homoseksualne zajednice". Na godišnjoj listi magazina Out 2008. godine uvršten je među 100 najimpresivnijih homoseksualnih muškaraca i žena. U mnogobrojnim intervjuima Alan Ball je razglabao o svojoj Budističkoj vjeri i kako je ista utjecala na njegovo filmsko stvaralaštvo. U intervjuu za Amazon.com Ball je komentirao ikonsku scenu s plastičnom vrećicom iz filma Vrtlog života: "I ja sam imao susret s plastičnom vrećicom! Nažalost, nisam sa sobom imao video kameru koju ima Ricky u filmu..." Ball je također izjavio da mu je njegova Budistička vjera pomogla u oblikovanju određenih tema u serijama Dva metra pod zemljom i Okus krvi.

## Rad

### Kazalište
| Naslov                            | Godina | Posao | Bilješke |
| --------------------------------- | ------ | ----- | -------- |
| Five Women Wearing the Same Dress | 1993.  | Pisac |          |

### Televizija
| Naslov                   | Godina | Posao                              | Bilješke |
| ------------------------ | ------ | ---------------------------------- | -------- |
| The Road to Paris, Texas | 1994.  | Priča Scenarij, s Brettom Butlerom |          |
| "Grace vs. Wade"         | 1994.  | Scenarist                          |          |
| "A Night at the Opera"   | 1995.  | Scenarist                          |          |
| "Memphis Bound"          | 1995.  | Scenarist s Marcom Flanaganom      |          |

| Naslov                                 | Godina | Posao                           | Bilješke                 |
| -------------------------------------- | ------ | ------------------------------- | ------------------------ |
| "Zing!"                                | 1995.  | Priča s Leejem Aroonsohnom      |                          |
| "To Sir, with Lust"                    | 1996.  | Writer                          |                          |
| "Three Women and a Dummy"              | 1996.  | Scenarist                       |                          |
| "Venice or Bust"                       | 1996.  | Scenarist                       |                          |
| "Buffalo Gals"                         | 1996.  | Scenarist                       |                          |
| "Name That Tune"                       | 1997.  | Priča s Michaelom Langworthyjem |                          |
| "Mother's Day"                         | 1997.  | Priča                           |                          |
| "Regarding Henry"                      | 1997.  | Priča                           | Premijera četvrte sezone |
| "Halloween"                            | 1997.  | Priča s Markom Hudisom          |                          |
| "Where's a Harpoon When You Need One?" | 1997.  | Priča s Kim Friese              |                          |
| "Bakersfield"                          | 1998.  | Priča                           |                          |
| "Oh Brother!"                          | 1998.  | Priča s Markom Hudisom          |                          |
| "Dream Date"                           | 1998.  | Priča                           |                          |

| Naslov              | Godina | Posao     | Bilješke            |
| ------------------- | ------ | --------- | ------------------- |
| "Pilot"             | 1999.  | Scenarist | Prva epizoda serije |
| "Good Pop, Bad Pop" | 1999.  | Scenarist |                     |

| Title                 | Year  | Credit                         | Notes                     |
| --------------------- | ----- | ------------------------------ | ------------------------- |
| "Pilot"               | 2001. | Scenarist Redatelj             | Prva epizoda serije       |
| "An Open Book"        | 2001. | Scenarist                      |                           |
| "Knock Knock"         | 2001. | Scenarist Redatelj             | Finale prve sezone        |
| "In The Game"         | 2002. | Scenarist                      | Prva epizoda druge sezone |
| "Someone Else's Eyes" | 2002. | Scenarist                      |                           |
| "The Last Time"       | 2002. | Redatelj                       | Finale druge sezone       |
| "Perfect Circles"     | 2003. | Scenarist                      | Premijera treće sezone    |
| "Nobody Sleeps"       | 2003. | Scenarist s Rickom Clevelandom |                           |
| "I'm Sorry, I'm Lost" | 2003. | Redatelj                       | Finale treće sezone       |
| "Can I Come Up Now?"  | 2004. | Scenarist                      |                           |
| "Untitled"            | 2004. | Redatelj                       |                           |
| "Everyone's Waiting"  | 2005. | Scenarist Redatelj             | Finale serije             |

| Naslov                            | Godina | Posao              | Bilješke            |
| --------------------------------- | ------ | ------------------ | ------------------- |
| "Strange Love"                    | 2008.  | Scenarist Redatelj | Prva epizoda serije |
| "The First Taste"                 | 2008.  | Scenarist          |                     |
| "Mine"                            | 2008.  | Scenarist          |                     |
| "You'll Be the Death of Me"       | 2008.  | Redatelj           | Finale prve sezone  |
| "Shake and Fingerpop"             | 2009.  | Scenarist          |                     |
| "Frenzy"                          | 2009.  | Scenarist          |                     |
| "I Got a Right to Sing the Blues" | 2010.  | Scenarist          |                     |
| "Evil is Going On"                | 2010.  | Scenarist          | Finale treće sezone |
| "If You Love Me, Why Am I Dyin'?" | 2011.  | Scenarist          |                     |
| "Spellbound"                      | 2011.  | Scenarist          |                     |
| "Hopeless"                        | 2012.  | Scenarist          |                     |
| "Save Yourself"                   | 2012.  | Scenarist          | Finale pete sezone  |

### Film
| Naslov        | Godina | Posao                  | Bilješke |
| ------------- | ------ | ---------------------- | -------- |
| Vrtlog života | 1999.  | Scenarist Ko-producent |          |
| Towelhead     | 2007.  | Scenarist Redatelj     |          |

## Vanjske poveznice
- Alan Ball u internetskoj bazi filmova IMDb-u (engl.)
- Alan Ball at FEARnet